# Cisticola cherina
Fuinha-malgaxe (Cisticola cherina) é uma espécie de ave da família Cisticolidae.
Pode ser encontrada nos seguintes países: Madagáscar e Seychelles.
Os seus habitats naturais são: savanas áridas e matagal húmido tropical ou subtropical.